# Sharife Cooper
Sharife Omar Cooper (Nova Jérsia 11 de junho de 2001) é um jogador norte-americano de basquete profissional que atualmente joga no Atlanta Hawks da National Basketball Association (NBA) e no College Park Skyhawks da G-League.
Ele jogou basquete universitário por Auburn e foi selecionado pelos Hawks como a 48º escolha geral no Draft da NBA de 2021.

## Carreira no ensino médio
Em sua temporada de calouro no ensino médio, Cooper teve médias de 16 pontos e 4,4 assistências, levando a McEachern High School em Powder Springs, Geórgia a um recorde de 29-1 e uma aparição nas semifinais estaduais da Classe 7A da Georgia High School Association (GHSA). No ano seguinte, ele levou a equipe a uma aparição nas quartas de final do estado, enquanto registrava um recorde de 26-3. Ele recebeu considerável atenção da mídia em dezembro de 2017 por seu desempenho de 42 pontos contra Hudson Catholic Regional High School nas quartas de final do City of Palms Classic.
Em sua terceira temporada, Cooper teve médias de 27,2 pontos, 8,1 assistências, 5,6 rebotes e 4,3 roubadas de bola e levou McEachern a um recorde perfeito de 32-0 e ao primeiro título estadual na história da escola. Na final do campeonato contra Meadowcreek, ele registrou 20 pontos e quatro assistências. Ele recebeu o Prêmio de MVP do City of Palms Classic e do Tournament of Champions. Após a temporada, ele foi nomeado Jogador do Ano pela USA Today, Jogador Nacional do Ano pela MaxPreps, Mr. Basketball e Jogador Gatorade do Ano da Geórgia.
Em 6 de maio de 2021, a camisa número 2 de Cooper foi aposentado em McEachern, onde ele foi homenageado como o jogador de basquete masculino mais condecorado da história da escola.

### Recrutamento
Em 27 de setembro de 2019, Cooper se comprometeu a jogar basquete universitário na Universidade de Auburn. Ele se tornou o recruta mais bem classificado e o segundo recruta cinco estrelas na história da universidade.
| Nome | Cidade Natal                           | Escola         | Altura             | Peso           | Data                   |
| --- | -------------------------------------- | -------------- | ------------------ | -------------- | ---------------------- |
| Sharife Cooper PG | Powder Springs, GA                     | McEachern (GA) | 6 ft 0 in (1.83 m) | 160 lb (73 kg) | 27 de Setembro de 2019 |
| Sharife Cooper PG | Recrutamento: Rivals: 247Sports: ESPN: |                |                    |                |                        |
| Rankings: Rivals: 22º \| 247Sports: 27º \| ESPN: 20º |                                        |                |                    |                |                        |
| - Nota: Em muitos casos, Scout, Rivals, 247Sports e ESPN podem entrar em conflito em suas listas de altura e peso, nestes casos, a média foi obtida. - Fonte: |                                        |                |                    |                |                        |

## Carreira universitária
Cooper perdeu os primeiros 12 jogos de sua temporada de calouro devido a uma investigação da National Collegiate Athletic Association (NCAA) sobre sua elegibilidade. Durante esse tempo, ele explorou opções profissionais.
Em 9 de janeiro de 2021, ele fez sua estreia em Auburn, registrando 26 pontos, nove assistências e quatro rebotes em uma derrota por 94-90 para Alabama. Quatro dias depois, Cooper registrou 28 pontos, 12 assistências e cinco rebotes na vitória por 95-77 sobre a Geórgia. Como calouro, ele teve médias de 20,2 pontos, 8,1 assistências e 4,3 rebotes em 12 jogos, sendo selecionado para a Primeira-Equipe de Calouros da SEC.
Em 2 de abril de 2021, Cooper se declarou para o draft da NBA de 2021, renunciando à elegibilidade universitária.

## Carreira profissional

### Atlanta Hawks (2021–Presente)
Cooper foi selecionado pelo Atlanta Hawks como a 48ª escolha geral no Draft da NBA de 2021. Em 5 de agosto de 2021, ele assinou um contrato de mão dupla com os Hawks e com seu afiliado na G-League, o College Park Skyhawks. Ele jogou pelos Hawks na Summer League de 2021, registrando 11 pontos e 6 assistências em 28 minutos em sua estreia em uma derrota por 85-83 contra o Boston Celtics.

## Estatísticas da carreira

### NBA

#### Temporada regular
| Ano     | Equipe  | PJ | PT | MPJ | AP   | 3P   | LL | RT | AS | BR | TO | PPJ |
| ------- | ------- | -- | -- | --- | ---- | ---- | -- | -- | -- | -- | -- | --- |
| 2021–22 | Atlanta | 13 | 0  | 3.0 | .214 | .167 | –  | .4 | .4 | .0 | .0 | .5  |

### Universitário
| Ano     | Equipe | PJ | PT | MPJ  | AP   | 3P   | LL   | RT  | AS  | BR  | TO | PPJ  |
| ------- | ------ | -- | -- | ---- | ---- | ---- | ---- | --- | --- | --- | -- | ---- |
| 2020–21 | Auburn | 12 | 12 | 33.1 | .391 | .228 | .825 | 4.3 | 8.1 | 1.0 | .3 | 20.2 |

Fonte:

## Vida pessoal
Filho de Omar e Kindall Cooper, Sharife nasceu em Newark, Nova Jersey, embora a família tenha se mudado para a área de Atlanta quando ele tinha seis anos de idade. Ele tem duas irmãs, Te'a e Mia, que ganharam títulos estaduais em McEachern. Te'a jogou basquete universitário no Tennessee, Carolina do Sul e Baylor antes de ser selecionado pelo Phoenix Mercury no draft da WNBA de 2020. Ele também tem um irmão gêmeo, Omar.